# Народи Књиге
Народи Књиге (арап. أهل الكتاب, ahl al-kitāb), или Народи Писма, исламски је израз који се односи на Јевреје, Сабијце и хришћане. Такође се користи и у јудаизму и односи се на јеврејски народ, а припадници неких хришћанских деноминација израз користе за себе.
Куран користи израз за означавање Јевреја, Сабијаца и хришћана у различитим контекстима, од вјерских полемика до одломака који истичу заједницу вјере међу онима који посједују монотеистичке списе. Израз је касније проширен и на друге вјерске заједнице које су потпале под муслиманску власти, укључујући Сике, па чак и хиндусе. Историјски гледано, ове заједнице су биле предмет дими уговора у исламској држави. Куран с поштовањем говори о Народима Књиге и дозвољава брак између муслимана и жене која припада Народима Књиге (Јевреји и хришћани); у случају муслиманско-хришћанског брака, који треба да се уговори тек након дозволе хришћанске стране, хришћански супружник не би требало да буде спријече да иде у цркву ради молитве и богослужења, према Мухамедовом завјету.
У јудаизму израз „народ Књиге” (хебр. עם הספר, Am HaSefer) почео се односити и на Јевреје и на Тору.
Припадници неких хришћанских деноминација, као што су баптисти, методисти, адвентисти, као и пуританци и шејкери, прихватили су израз „народ Књиге” за самоозначавање.